# Puollaanrivier
Puollaanrivier (Zweeds – Fins: Puollaanjoki; Samisch Buollanjohka) is een rivier annex beek, die stroomt in de Zweedse  gemeente Kiruna. De rivier ontstaat op de hellingen van een bergplateau, waar ook de Buollan deel van uitmaakt. Het riviertje komt echter niet in de buurt van die berg. Ze zorgt voor de afwatering van het plateau en stroomt naar het oosten. Na circa vijf kilometer stroomt de Vuokkasrivier in.
Afwatering: Puollaanrivier → Vuokkasrivier →  Könkämärivier →  Muonio → Torne → Botnische Golf